# Campionati francesi di sci alpino 1966
I Campionati francesi di sci alpino 1966 si disputarono a Chamrousse nel mese di febbraio; furono assegnati i titoli di discesa libera, slalom gigante, slalom speciale e combinata, sia maschili sia femminili.

## Risultati

### Uomini

#### Discesa libera
| Pos. | Atleta            | Nazione |
| ---- | ----------------- | ------- |
| 1    | Jean-Claude Killy | Francia |
| 2    | Pierre Stamos     | Francia |
| 3    | ?                 | ?       |

#### Slalom gigante
| Pos. | Atleta       | Nazione |
| ---- | ------------ | ------- |
| 1    | Guy Périllat | Francia |
| 2    | ?            | ?       |
| 3    | ?            | ?       |

#### Slalom speciale
| Pos. | Atleta       | Nazione |
| ---- | ------------ | ------- |
| 1    | Guy Périllat | Francia |
| 2    | ?            | ?       |
| 3    | ?            | ?       |

#### Combinata
| Pos. | Atleta       | Nazione |
| ---- | ------------ | ------- |
| 1    | Guy Périllat | Francia |
| 2    | ?            | ?       |
| 3    | ?            | ?       |

### Donne

#### Discesa libera
| Pos. | Atleta               | Nazione |
| ---- | -------------------- | ------- |
| 1    | Christine Terraillon | Francia |
| 2    | ?                    | ?       |
| 3    | ?                    | ?       |

#### Slalom gigante
| Pos. | Atleta             | Nazione |
| ---- | ------------------ | ------- |
| 1    | Marielle Goitschel | Francia |
| 2    | ?                  | ?       |
| 3    | ?                  | ?       |

#### Slalom speciale
| Pos. | Atleta             | Nazione |
| ---- | ------------------ | ------- |
| 1    | Marielle Goitschel | Francia |
| 2    | ?                  | ?       |
| 3    | ?                  | ?       |

#### Combinata
| Pos. | Atleta             | Nazione |
| ---- | ------------------ | ------- |
| 1    | Marielle Goitschel | Francia |
| 2    | ?                  | ?       |
| 3    | ?                  | ?       |